# Jarnail Singh Bhindranwale
Jarnail Singh Bhindranwale, nato Jarnail Singh Brar (in pangiabi ਜਰਨੈਲ ਸਿੰਘ ਭਿੰਡਰਾਂਵਾਲੇ, AFI: d͡ʒəɾnɛːlᵊ sɪ́ŋɡᵊ pɪ̀ɳɖrãːʋaːɭe ; Rode, Moga, Punjab, India, 12 febbraio 1947 – Amritsar, 6 giugno 1984), è stato un religioso indiano leader del Damdami Taksal, un gruppo religioso sikh con sede nel Punjab.
Bhindranwale ebbe una notevole influenza tra i Sikh nel Punjab e nel resto del mondo. Egli cercò di diffondere i valori originali del Sikhismo e di invogliare i giovani a seguire le regole e i principi originali della religione. Era conosciuto per il suo sostegno al proposto stato teocratico, basato appunto sul Sikhismo, del Khalistan. Nel 1981 Bhidranwale fu arrestato perché sospettato del coinvolgimento nell'uccisione di Jagat Narain, il proprietario dell'Hind Samachar Group, Jagat Narain fece uccidere a colpi da armi da fuoco 13 Sikh venuti pacificamente ed non armati in una riunione di Narain ad Amritsar, scarcerato per mancanza di prove. Bhindranwale guidò i sikh a credere nell'Akal Takht (la sede del supremo clero religioso dei Sikh), compreso il Tempio d'Oro, ad Amritsar. A tale atto il governo indiano rispose con l'operazione Blue Star, un'operazione che uccise decine di terroristi ma anche tanti sikh innocenti che hanno dovuto subire questo destino perché gli attivisti si erano situati lì in difesa nel Tempio d'Oro. 

## Biografia
Bhindranwale nacque nel villaggio di Rode, nel Distretto Faridkot del Punjab, in India. Suo padre, Joginder Singh, era un contadino ed un leader dei Sikh locali. Jarnail Singh era il settimo di otto fratelli. Fu educato ad essere vegetariano. Bhindranwale si occupò di agricoltura fino al 1965, quando si unì al Damdami Taksal, un'università Sikh itinerante, vicino Moga, Punjab, poi diretta da Gurbachan Singh Khalsa. Sotto la guida di Gurbachan Singh Khalsa, Bhindranwale iniziò un annuale corso sulla scrittura, sulla teologia e sulla storia Sikh. Dopo un anno, Bhindranwale ritornò al suo villaggio e ricominciò ad occuparsi di agricoltura. Sposò Bibi Pritam Kaur, figlia di Bhai Sucha Singh di Bilaspur. Ebbero due figli, Ishar and Inderjit Singh, rispettivamente nel 1971 e nel 1975. Bibi Pritam Kaur morì per un'affezione cardiaca a 60 anni, il 15 settembre 2007 a Jalandhar.

### Ascesa alla popolarità
Nel Punjab, Bhindranwale andò di villaggio in villaggio come missionario religioso, parlando con il popolo Sikh. Lui chiedeva ai Sikh di vivere secondo le regole e i principi del Sikhismo. Così era solito tenere lunghi discorsi per incoraggiare la gioventù a bere l'Amrit, il sacro nettare. Bhindranwale predicò soprattutto ai giovani Sikh di abbandonare la via della perdizione, incoraggiandoli a fare ritorno sulla retta via del Khālsā, opponendosi ai vizi. La sua battaglia per la redenzione dei suoi connazionali lo rese un eroe agli occhi della gioventù sikh. Il successore di Gurbachan Singh Khalsa, Kartar Singh Khalsa, che morì in un incidente stradale il 16 agosto 1977, indicò in Bhidranwale il nuovo leader del Damdami Taksal. Bhidranwale venne formalmente eletto in una cerimonia con rito pagg presso Mehta Chowk il 25 agosto 1977.

### Politica e movimenti per il Khalistan
In risposta alle domande pressanti sulle sue ambizioni politiche Bhindranwale si trovò a dichiarare:
 Malgrado queste affermazioni, Bhindranwale partecipò ad una certa attività politica dietro le quinte. Nel 1979, propose quaranta candidati nelle elezioni dell'SGPC per un totale di 140 seggi, ma furono sconfitti tutti tranne quattro. Un anno dopo, Bhindranwale fece attivamente campagna per il Congresso in tre circoscrizioni elettorali durante le elezioni generali. A causa della sua mancanza di successi in politica elettorale, Bhindranwale non cercò personalmente nessuna carica politica. Come si affermava in un articolo del 1984 su Time Magazine, era diventato così popolare che aveva usurpato l'autorità del Shiromani Akali Dal, un partito politico Sikh con base in Punjab. Bhindranwale esercitava un grandissimo potere e le fazioni politiche non intraprendevano nessuna azione importante senza prendere in considerazione la sua risposta.
Bhindranwale era largamente percepito come sostenitore della creazione del proposto stato teocratico del Khalistan, basato sul Sikhismo. Tuttavia, in un'intervista alla BBC, affermò che se il governo avesse acconsentito alla creazione di tale stato, egli non avrebbe rifiutato, riflettendo una deliberata ambiguità. Altre citazioni attribuite a Bhindranwale includono: "Noi non siamo a favore del Khalistan né contro di esso." Rispondendo a una domanda sulla formazione del Khalistan si cita che dicesse: "Non la respingeremo. Non ripeteremo il 1947." Al che aggiunse: "Se il Governo indiano avrà invaso il complesso di Darbar Sahib, saranno state gettate le fondamenta per uno stato Sikh indipendente."

### Ruolo nella militanza
Il 13 aprile 1978, alcuni GurSikhs del partito Akhand Kirtani Jatha andarono a protestare contro i Nirankari. Lo scontro condusse all'omicidio di tredici membri dell'Akhand Kirtani Jatha e di tre Nirankari. Il primo rapporto della polizia nominava ventidue persone coinvolte nell'omicidio, parecchie delle quali avevano legami noti con Bhindranwale. Questo fece infuriare ancora di più i Sikh. Il 24 aprile 1980 fu ucciso il leader dei Nirankari, Gurbachan Singh. Bhindranwale fu successivamente implicato come mandante dell'assassinio. Tre anni dopo un membro dell'Akhand Kirtani Jatha, Ranjit Singh, si consegnò per aver commesso l'omicidio e fu condannato a scontare tredici anni nel carcere di Tihar a Delhi. Bhidranwale in seguito fu rilasciato in quanto non poteva essere accusato dai tribunali indiani per mancanza di prove.
Il 9 settembre 1981, Jagat Narain, il proprietario dello Hind Samachar Group, fu colpito a morte vicino all'Amaltas Motel. Lala Jagat Narain era un avversario di spicco di Bhindranwale. Due giorni dopo l'assassinio, la polizia emise dei mandati per l'arresto di Bhidranwale. Una perquisizione della polizia a Chando Kalan, un villaggio nello stato di Haryana, non riuscì a portare all'arresto. Vedendo questo, Bhidranwale annunciò pubblicamente che si sarebbe arreso il 20 settembre.
Il 20 settembre 1981, Bhindranwale fu arrestato con l'accusa di aver orchestrato l'omicidio di Lala Jagat Narain. Durante i successivi venticinque giorni in cui Bhindranwale fu trattenuto in stato di arresto, scoppiarono combattimenti sporadici in zone in cui si erano radunati i suoi complici. Bhindranwale fu rilasciato sotto cauzione il 15 ottobre mentre il Ministro degli interni indiano, Giani Zail Singh, annunciava in Parlamento che non c'era nessuna prova contro Bhindrawale. In una dichiarazione pubblica diffusa subito dopo, Bhindranwale espresse la sua approvazione per l'omicidio di Lala Jagat Narain. Nondimeno, il personale del giornale di Narain, il Punjab Kesri, e i suoi distributori furono presi di mira per alcuni mesi e 62 persone legate al giornale furono uccise.

### Morte
Il 3 giugno 1984 il Primo Ministro indiano Indira Gandhi iniziò l'Operazione Blue Star e ordinò all'esercito indiano di circondare il complesso del Tempio d'Oro per uccidervi i militanti presenti e tutti i sikh presenti per pregare nel tempio . Fu ampiamente riferito che Bhindranwale non sopravvisse all'operazione ed è pertanto considerato un martire dai Sikh.
Secondo il Tenente Generale Kuldip Singh Brar, che comandava l'operazione, il corpo di Bhindranwale fu identificato da varie agenzie, compresa la polizia, l'Ufficio dei Servizi segreti e i combattenti Sikh arrestati dall'esercito. Si dice che anche il fratello di Bhindranwale ne abbia identificato il corpo. Foto di quello che sembra essere il corpo di Bhindranwale sono state pubblicate in almeno due libri ampiamente circolati, Tragedy of Punjab: Operation Bluestar and After ("La tragedia del Punjab: l'Operazione Bluestar e il dopo") e Amritsar: Mrs Gandhi's Last Battle ("Amritsar: l'ultima battaglia della signora Gandhi"). Anche il corrispondente della BBC Mark Tully riferì di aver visto il corpo di Bhindranwale durante il suo funerale.
Tra le persone che sostengono che egli sopravvisse all'operazione figura Dilbir Singh, il consulente per le pubbliche relazioni dell'Università Guru Nanak Dev di Amritsar. Egli affermò che Bhindranwale fu ferito al lato destro della tempia, aggiungendo che "un medico del governo verificò che era stato catturato vivo, venendo poi torturato a morte." R.K. Bajaj, un corrispondente della rivista Surya, asserì di aver visto la fotografia di Bhindranwale in stato di arresto. Questa assezione è fortemente contestata, specialmente dal figlio di Bhindranwale, che è ora divenuto una figura di spicco all'interno della politica sikh. Taluni all'interno del Damdami Taksal asseriscono che sia ancora vivo. Tuttavia, Jarnail Singh fu proclamato martire dal Comitato dello Shiromani Gurdwara Parbandhak in una cerimonia nel 2003.

### Eredità
Jarnail Singh Bhindranwale è elogiato da tutti i Sikh come un martire dei tempi moderni, Bhindranwale è acclamato da alcuni per i suoi sforzi di predicare la filosofia del Guru Granth Sahib al popolo sikh. Il celebre romanziere indiano Khushwant Singh affermò che "l'Operazione Blue Star diede al movimento per il Khalistan il suo primo martire in Jarnail Singh Bhindranwale." Nel 2003, in una cerimonia organizzata dal Comitato dello Shiromani Gurdwara Prabandhak, Joginder Singh Vedanti, l'attuale jathedar dell'Akal Takht, fece una dichiarazione formale che Bhindranwale era un "martire" e assegnò a suo figlio, Ishar Singh, una veste d'onore. L'Enciclopedia del Sikhismo di Harbans Singh descrive Bhindranwale come "una figura fenomenale del Sikhismo moderno."